# Texte alexandrin

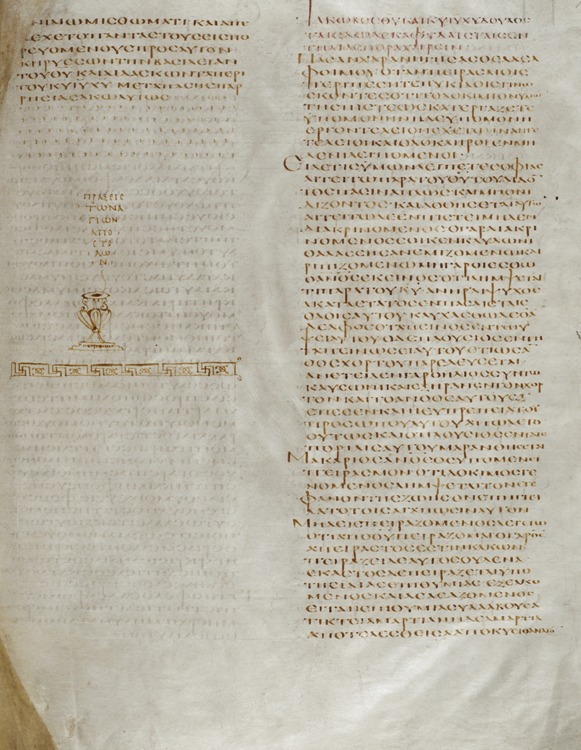
Fin du livre des Actes des Apôtres du Codex Alexandrinus, qui suit la forme du texte alexandrin.

Depuis Griesbach (1775) et Michaelis (1802), les spécialistes de la critique textuelle identifient quatre grands types ou familles de texte du Nouveau Testament : alexandrin, occidental, césaréen et byzantin,.
Le texte alexandrin est la forme du Nouveau Testament la plus fréquente dans les premiers manuscrits grecs et coptes ; dans les sources manuscrites ultérieures (postérieures au IXe siècle), c'est plutôt le texte byzantin qui domine de loin et qui, pour cette raison constitue plutôt la référence pour l’Église grecque orthodoxe. Le texte byzantin est aussi celui qui a le plus inspiré les traductions protestantes à l'époque de la  Réforme.
Aujourd'hui, cependant, la plupart des éditions bilingues grecques du Nouveau Testament, comme la 27e édition du Novum Testamentum Graece, se fondent sur ce que l'on appelle l’éclectisme raisonné, et cela aboutit à un texte de caractère nettement alexandrin.

## Traits caractéristiques
Lacunes du texte alexandrin :
Matt 16,2-3 ; Marc 16,8-20 ; Luc 22,43-44 ; Jean 5,4 ; 7,53-8,11 ; 21,25 ; Rom 16,24.
Le texte alexandrin représenté par :
| Signe                             | Nom                       | Date         | Contenu                |
| --------------------------------- | ------------------------- | ------------ | ---------------------- |
| {\displaystyle {\mathfrak {p}}}66 | Bodmer II                 | c. 200       | Évangiles              |
| {\displaystyle {\mathfrak {p}}}46 | Chester Beatty II         | c. 200       | Épîtres de Paul        |
| {\displaystyle {\mathfrak {p}}}72 | Bodmer VII/VIII           | III/IV       | 1-2 Peter; Jude        |
| {\displaystyle {\mathfrak {p}}}75 | Bodmer XIV-XV             | IIIe siècle  | fragmenta Luc — Jean   |
| א                                 | Codex Sinaiticus          | 330-360      | NT                     |
| B                                 | Codex Vaticanus           | 325-350      | Matthieu - Hbr 9, 14   |
| A                                 | Codex Alexandrinus        | c. 400       | (sauf Évangiles)       |
| C                                 | Codex Ephraemi Rescriptus | Ve siècle    | (sauf Évangiles)       |
| Q                                 | Codex Guelferbytanus B    | Ve siècle    | fragmentes Luc - Jean  |
| P                                 | Codex Porphyrianus        | IXe siècle   | NT (except. Évangiles) |
| T                                 | Codex Borgianus           | Ve siècle    | fragmenta Luke - John  |
| Z                                 | Codex Dublinensis         | VIe siècle   | fragmenta des Matt.    |
| L                                 | Codex Regius              | VIIIe siècle | Évangiles              |
| 33                                | —                         | IXe siècle   | NT (except Apoc.)      |
| 2427                              | —                         | XIIIe siècle | Marc                   |

Autres manuscrits
Papyri : 
- {\displaystyle {\mathfrak {p}}}1
- {\displaystyle {\mathfrak {p}}}4
- {\displaystyle {\mathfrak {p}}}5
- {\displaystyle {\mathfrak {p}}}6
- {\displaystyle {\mathfrak {p}}}8
- {\displaystyle {\mathfrak {p}}}9
- {\displaystyle {\mathfrak {p}}}10
- {\displaystyle {\mathfrak {p}}}11
- {\displaystyle {\mathfrak {p}}}12
- {\displaystyle {\mathfrak {p}}}13
- {\displaystyle {\mathfrak {p}}}14
- {\displaystyle {\mathfrak {p}}}15
- {\displaystyle {\mathfrak {p}}}16
- {\displaystyle {\mathfrak {p}}}17
- {\displaystyle {\mathfrak {p}}}18
- {\displaystyle {\mathfrak {p}}}19
- {\displaystyle {\mathfrak {p}}}20
- {\displaystyle {\mathfrak {p}}}22
- {\displaystyle {\mathfrak {p}}}23
- {\displaystyle {\mathfrak {p}}}24
- {\displaystyle {\mathfrak {p}}}26
- {\displaystyle {\mathfrak {p}}}27
- {\displaystyle {\mathfrak {p}}}28
- {\displaystyle {\mathfrak {p}}}29
- {\displaystyle {\mathfrak {p}}}30
- {\displaystyle {\mathfrak {p}}}31
- {\displaystyle {\mathfrak {p}}}32
- {\displaystyle {\mathfrak {p}}}33
- {\displaystyle {\mathfrak {p}}}34
- {\displaystyle {\mathfrak {p}}}35
- {\displaystyle {\mathfrak {p}}}37
- {\displaystyle {\mathfrak {p}}}39
- {\displaystyle {\mathfrak {p}}}40
- {\displaystyle {\mathfrak {p}}}43
- {\displaystyle {\mathfrak {p}}}44
- {\displaystyle {\mathfrak {p}}}45
- {\displaystyle {\mathfrak {p}}}47
- {\displaystyle {\mathfrak {p}}}49
- {\displaystyle {\mathfrak {p}}}51
- {\displaystyle {\mathfrak {p}}}53
- {\displaystyle {\mathfrak {p}}}55
- {\displaystyle {\mathfrak {p}}}56
- {\displaystyle {\mathfrak {p}}}57
- {\displaystyle {\mathfrak {p}}}61
- {\displaystyle {\mathfrak {p}}}62
- {\displaystyle {\mathfrak {p}}}64
- {\displaystyle {\mathfrak {p}}}65
- {\displaystyle {\mathfrak {p}}}70
- {\displaystyle {\mathfrak {p}}}71
- {\displaystyle {\mathfrak {p}}}72
- {\displaystyle {\mathfrak {p}}}74
- {\displaystyle {\mathfrak {p}}}77
- {\displaystyle {\mathfrak {p}}}78
- {\displaystyle {\mathfrak {p}}}79
- {\displaystyle {\mathfrak {p}}}80 (?)
- {\displaystyle {\mathfrak {p}}}81
- {\displaystyle {\mathfrak {p}}}82
- {\displaystyle {\mathfrak {p}}}85 (?)
- {\displaystyle {\mathfrak {p}}}86
- {\displaystyle {\mathfrak {p}}}87
- {\displaystyle {\mathfrak {p}}}90
- {\displaystyle {\mathfrak {p}}}91
- {\displaystyle {\mathfrak {p}}}92
- {\displaystyle {\mathfrak {p}}}95
- {\displaystyle {\mathfrak {p}}}100
- {\displaystyle {\mathfrak {p}}}104
- {\displaystyle {\mathfrak {p}}}106
- {\displaystyle {\mathfrak {p}}}107
- {\displaystyle {\mathfrak {p}}}108
- {\displaystyle {\mathfrak {p}}}110
- {\displaystyle {\mathfrak {p}}}111
- {\displaystyle {\mathfrak {p}}}115
- {\displaystyle {\mathfrak {p}}}122

Onciali : 
Codex Coislinianus, Porphyrianus (sauf Actes, Apoc), Dublinensis, Sangallensis (seulement Marc), Zacynthius, Athous Lavrentis (en Marc et Épîtres catholiques), Vaticanus 2061, 059, 071, 073, 076, 077, 081, 083, 085, 087, 088, 089, 091, 093 (1 Pierre), 094, 098, 0101, 0102, 0108, 0111, 0114, 0129, 0142, 0155, 0156, 0162, 0167, 0172, 0173, 0175, 0181, 0183, 0184, 0185, 0189, 0201, 0204, 0205, 0207, 0223, 0225, 0232, 0234, 0240, 0243, 0244, 0245, 0247, 0254, 0270, 0271, 0274, 0275.